# والتر شيندلر
والتر شيندلر (بالإنجليزية: Walter Schindler)‏ هو ضابط أمريكي، ولد في 10 ديسمبر 1897 في نيو غلاروس في الولايات المتحدة، وتوفي في 3 أبريل 1991.